# هيلين (ممثلة)
هيلين (بالإنجليزية: Helen)‏ (و. 1938  م) هي ممثلة، وراقصة، وممثلة أفلام من الهند، والراج البريطاني، ولدت في ميانمار.

## جوائز
حصلت على جوائز منها:
- جائزة بادما شري في الفنون.

## وصلات خارجية
- هيلين على موقع IMDb (الإنجليزية)
- هيلين على موقع أول موفي (الإنجليزية)
- هيلين على موقع قاعدة بيانات الفيلم (الإنجليزية)
- هيلين على موقع كينوبويسك (الروسية)